# محمدحسین دبیرالملک فراهانی
محمدحسین فراهانی (۱۲۲۵–۱۲۹۷ ه‍.ق) از دولتمردان عصر قاجار بود.
او در سال ۱۲۷۰ ه‍.ق ملقب به دبیرالملک شد. در سال ۱۲۷۶ ه‍.ق به عضویت دارالشوری دولتی درآمد. در سال ۱۲۹۰ ه‍.ق وزیر داخله و در همین سال حاکم اراک شد.درتهران عمارتی با نام دبیر الملک وجود دارد که برای او بوده و بعد    از فوتش این عمارت برای بازدید عموم آماده شده است.